# Sauvagesia lanceolata
Sauvagesia lanceolata är en tvåhjärtbladig växtart som beskrevs av C. Sastre. Sauvagesia lanceolata ingår i släktet Sauvagesia och familjen Ochnaceae. Inga underarter finns listade i Catalogue of Life.